# Everything You Want
Everything You Want är det fjärde albumet av den amerikanska alternativ rock-gruppen Vertical Horizon och det första att bli släppt under deras nya kontrakt med RCA Records. Det släpptes 1999.
De fyra första låtar på skivan släpptes som singlar. "Everything You Want" blev en av de mest spelade i USA under 2000 och nådde #1 på Billboard Hot 100. Även "You're a God" blev en stor hit. Till dessa två singlar gjordes även populära musikvideor; videon till "You're a God" hade med skådespelerskan Tiffani-Amber Thiessen. Basisten Sean Hurley gjorde sin debut för bandet på denna skiva. På de tidigare skivorna hade låtskrivning och sång delats upp ungefär lika mellan Scannell och Kane, men nu var det Scannell som sjöng och skrev tio av elva låtar.
Titelspåret har varit med i tv-serien Roswell och "You're a God" var med i första avsnittet av Alias.
En cover av "Best I Ever Had (Grey Sky Morning)" gjordes av countrysångaren Gary Allan på hans album Tough All Over från 2005, varifrån den även släpptes som en singel.

## Låtlista
Samtliga låtar skrivna av Matt Scannell, om annat inte anges.
1. "We Are" – 4:01
2. "You're a God" – 3:38
3. "Everything You Want" – 4:17
4. "Best I Ever Had (Grey Sky Morning)" – 4:30
5. "You Say" – 3:58
6. "Finding Me" – 4:32
7. "Miracle" – 4:22
8. "Send it Up" – 3:42
9. "Give You Back" – 4:22
10. "All of You" – 3:04
11. "Shackled" (Keith Kane) – 5:19